# Katherine Grainger
Dame Katherine Jane Grainger DBE (Glasgow, 12 november 1975) is een Brits voormalig roeister. Grainger maakte haar debuut met een bronzen medaille in de acht tijdens de wereldkampioenschappen roeien 1997. Bij het olympische debuut van Grainger behaalde ze de zilveren medaille in de dubbel-vier tijdens de Olympische Zomerspelen 2000. Grainger werd tijdens de wereldkampioenschappen roeien 2003 kampioen in de twee-zonder-stuurvrouw. Een jaar later tijdens de Olympische Zomerspelen 2004 moest Grainger genoegen nemen met de zilveren medaille in de twee-zonder-stuurvrouw.
Grainger werd driemaal op rij wereldkampioen in de duubbel-vier tussen 2005 en 2007. Tijdens de Olympische Zomerspelen 2008 moest Grainger voor de derde maal op rij genoegen nemen met de zilveren medaille ditmaal in de dubbel-vier. Grainger werd wereldkampioene in de dubbel-twee tijdens de wereldkampioenschappen roeien 2010 en 2011. Na drie zilveren olympische medailles won Grainger eindelijk de gouden medaille tijdens de Olympische Zomerspelen 2012 in de dubbel-twee. Vier jaar later tijdens de Olympische Zomerspelen 2016 behaalde Grainger wederom een zilveren medaille in de dubbel-twee.
Grainger werd tijdens de nieuwjaarslintjesregen 2017 bevorderd tot dame-commandeur orde van het Britse Rijk en kreeg daarmee het recht om de titel dame te voeren.

## Resultaten
- Wereldkampioenschappen roeien 1997 in Aiguebelette-le-Lac  in de acht
- Wereldkampioenschappen roeien 1999 in St. Catharines 7e in de dubbel-vier
- Olympische Zomerspelen 2000 in Sydney  in de dubbel-vier
- Wereldkampioenschappen roeien 2001 in Luzern 5e in de twee-zonder-stuurvrouw
- Wereldkampioenschappen roeien 2001 in Luzern 6e in de acht
- Wereldkampioenschappen roeien 2002 in Sevilla 5e in de dubbel-vier
- Wereldkampioenschappen roeien 2003 in Milaan  in de twee-zonder-stuurvrouw
- Olympische Zomerspelen 2004 in Athene  in de twee-zonder-stuurvrouw
- Wereldkampioenschappen roeien 2005 in Kaizu  in de dubbel-vier
- Wereldkampioenschappen roeien 2006 in Eton  in de dubbel-vier
- Wereldkampioenschappen roeien 2007 in München  in de dubbel-vier
- Olympische Zomerspelen 2008 in Peking  in de dubbel-vier
- Wereldkampioenschappen roeien 2009 in Poznań  in de skiff
- Wereldkampioenschappen roeien 2010 in Cambridge  in de dubbel-twee
- Wereldkampioenschappen roeien 2011 in Bled  in de dubbel-twee
- Olympische Zomerspelen 2012 in Londen  in de dubbel-vier
- Wereldkampioenschappen roeien 2015 in Aiguebelette-le-Lac 6e in de dubbel-twee
- Olympische Zomerspelen 2016 in Rio de Janeiro  in de dubbel-twee

1976: Svetla Otsetova & Zdravka Jordanova ·
1980: Jelena Chloptseva & Larissa Popova ·
1984: Marioara Popescu & Elisabeta Oleniuc ·
1988: Birgit Peter & Martina Schröter ·
1992: Kerstin Köppen & Kathrin Boron ·
1996: Marnie McBean & Kathleen Heddle ·
2000: Jana Thieme & Kathrin Boron ·
2004: Georgina Evers-Swindell & Caroline Evers-Swindell ·
2008: Georgina Evers-Swindell & Caroline Evers-Swindell ·
2012: Katherine Grainger & Anna Watkins   ·
2016: Magdalena Fularczyk-Kozłowska & Natalia Madaj ·
2020: Nicoleta-Ancuța Bodnar & Simona Radiș ·
2024: Brooke Francis & Lucy Spoors
- Library of Congress Control Number: no2015010600
- Virtual International Authority File: 314816050
- WorldCat: E39PBJmHFKBmccJyb8dmHgY3wC